# CD Matchedje de Maputo
Clube Desportivo da Matchedje de Maputo w skrócie CD Matchedje de Maputo – mozambicki klub piłkarski grający w mozambickiej pierwszej lidze, mający siedzibę w mieście Maputo.

## Sukcesy
- Moçambola[1]:
  - mistrzostwo (2): 1987, 1990.

- Puchar Mozambiku[2]:
  - zwycięstwo (1): 1990.

## Występy w afrykańskich pucharach
| Sezon | Rozgrywki                 | Runda       | Kraj       | Klub                    | Dom | Wyjazd | Dwumecz |
| ----- | ------------------------- | ----------- | ---------- | ----------------------- | --- | ------ | ------- |
| 1988  | Puchar Mistrzów           | 1           | Madagaskar | JOS Nosy-Bé             | 3–1 | 1–2    | 4–3     |
| 1988  | Puchar Mistrzów           | 2           | Mauritius  | Sunrise Flacq United SC | 5–1 | 0–2    | 5–3     |
| 1988  | Puchar Mistrzów           | ćwierćfinał | Egipt      | Al-Ahly Kair            | 1–0 | 0–2    | 1–2     |
| 1991  | Puchar Mistrzów           | 1           | Tanzania   | Pamba SC                | 0–1 | 1–1    | 1–2     |
| 2001  | Puchar Zdobywców Pucharów | wstępna     | Etiopia    | Ethiopian Coffee SC     | –   | –      | –       |

## Stadion
Domowe mecze klub rozgrywa na stadionie o nazwie Estádio da Machava w Maputo. Stadion może pomieścić 45000 widzów.

## Reprezentanci kraju grający w klubie od 2002 roku
Stan na czerwiec 2023.
| - Arnaldo Chana - Dário Chissano - Jacinto Francisco - Carlos Fumo Gonçalves - Jordão Gaspar - Ró Machava - Patricio Madzina | - Monino - Custódio Parruque - Jair Tembe - Víctor Timana - Lóló Warrumua - Yannick - Emmanuel Chipatala |